# Paul Adam
Paul Auguste Marie Adam (Paris, 7 de dezembro de 1862 — 2 de janeiro de 1920) foi um escritor e jornalista francês simpatizante do anarquismo. Escreveu à maneira naturalista várias obras que se tornaram famosas.
Adam escreveu uma série de romances históricos que se passavam no período das Guerras Napoleônicas e seu desfecho; seu primeiro romance da série, La Force, foi primeiramente publicado no ano de 1899. Junto com com Jean Moréas, ele escreveu Les Demoiselles Goubert, uma novela que marcou sua transição entre o Naturalismo e o Simbolismo na literatura francesa. Sua novela Staphanie, publicada em 1913, argumentava em favor de casamentos arranjados em oposição àqueles fundamentados em aspirações românticas.
Em 1892 um dos artigos de Adam gerou grande polêmica ao afirmar a santidade de François Ravachol, um ativista libertário ilegalista preso e guilhotinado após realizar uma série de atentados à autoridades envolvidas na prisão e execução de anarquistas, na cidade de Paris.
Sua obra pode ser comparada com a de Paul Carson, Robin Cook e Len Deighton.

## Obras
- Chair molle, 1885.
- Soi, 1886.
- Les demoiselles Goubert, 1886.
- Le thé chez Miranda, 1886.
- La glèbe, 1887.

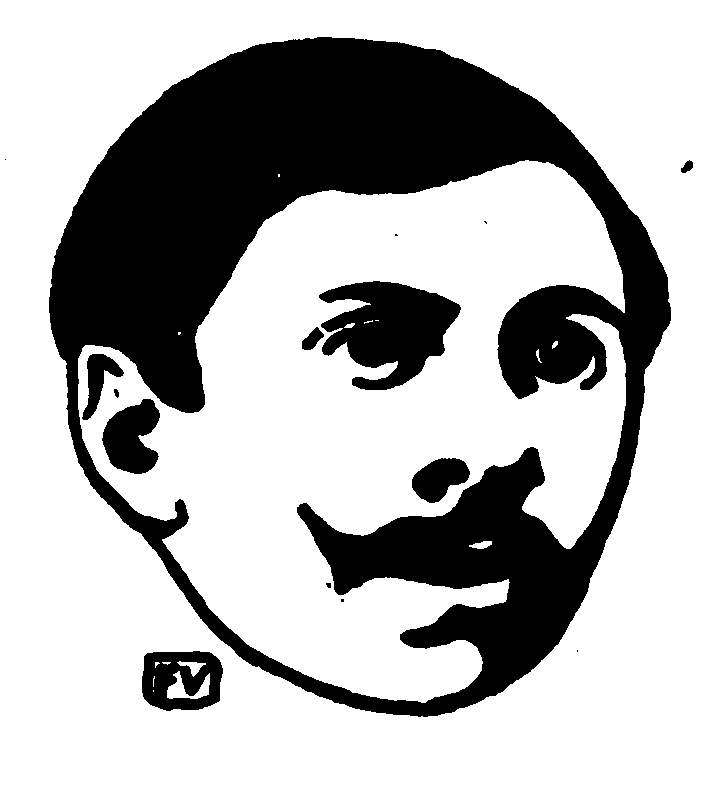
Paul Adam transformado em ícone na imagem de Félix Valloton em 1896.

- Les volontés merveilleuses: Être, 1888.
- Les volontés merveilleuses: L'essence de soleil, 1890.
- Les volontés merveilleuses: en décor, 1890.
- L'époque: Le vice filial, 1891.
- L'époque: Robes rouges, 1891.
- L'époque: Les cœurs utiles, 1892.
- L'automne: drame en trois actes, 1893.
- Le conte futur, 1893.
- Critique des mœurs, 1893.
- Les images sentimentales, 1893.
- Princesses byzantines, 1893.
- La parade amoureuse, 1894.
- Le mystère des foules, 1895.
- Les cœurs nouveaux, 1896.
- La Force du mal, 1896.
- Tétralogie Le Temps et la Vie (epopéia da família Héricourt):
  - La force, 1899.
  - L'enfant d'Austerlitz, 1901.
  - La ruse, 1903.
  - Au soleil de juillet, 1903.
- Le serpent noir, 1905.
- La morale des sports, 1907.
- Le malaise du monde latin, 1910.
- Le trust, 1910.
- Contre l’Aigle, 1910.
- Le lion d'Arras, 1919